# Провулок Ярослава Хомова
Прову́лок Яросла́ва Хо́мова — провулок у Солом'янському районі міста Києва, місцевість Солом'янка. Пролягає від вулиці Патріарха Мстислава Скрипника до тупика.

## Історія
Провулок виник на початку XX століття, мав назву Мстиславський. З 1938 року мав назву провулок Островського, на честь радянського письменника Миколи Островського.
Сучасна назва на честь члена Крайового Проводу ОУН Північно-Східних Земель, учасника похідних груп ОУН Ярослава Хоміва — з 2016 року.

## Установи та заклади
- Київський фаховий коледж транспортної інфраструктури (буд. № 16)